# Sukitaya
Sukitaya (nep. सुकाटिया) – gaun wikas samiti w zachodniej części Nepalu w strefie Karnali w dystrykcie Kalikot. Według nepalskiego spisu powszechnego z 2011 roku liczył on 887 gospodarstw domowych i 5055 mieszkańców (2522 kobiety i 2533 mężczyzn).